# 托马斯试验
Thomas试验（髋关节屈曲挛缩试验）指的是一项体格检查试验，是以一个英国骨外科医生Hugh Owen Thomas（1834-1891）的名字来命名的，用来排除髋关节屈曲挛缩。
病人仰卧检查台上，其一侧膝髋关节尽量弯曲，而另一条腿保持伸展状态。如果患者具有以下指征，即为Thomas征阳性。
- 对侧/健侧髋关节弯曲，无髂腰肌（英语：iliopsoas）紧张
- 在测试的时候阔筋膜张肌紧张
- 伸膝时股直肌紧张

髋关节屈曲挛缩如果在最开始的3个月内自行消失则可能是髋关节发育不良的迹象。它可以用来发现单侧的髋关节有屈曲挛缩畸形。
该测试包括3个步骤：
- 步骤1：患者仰卧检查台上。临床医生把患者的手掌至于其脊柱下方用来识别腰椎前凸。
- 步骤2：患者“正常”地弯曲髋关节，直到大腿刚好碰到腹部从而消除腰椎前凸的影响。
- 步骤3：若对侧也随之翘起，则测量对侧大腿之间的角度，为其屈曲畸形的角度。